# Grete Wurm
Grete Wurm (* 8. Juni 1919 in Wiesbaden; † 28. März 2002 in Stuttgart; bürgerlicher Name: Margarethe Bauer-Wurm) war eine deutsche Schauspielerin.

## Leben
Sie erhielt nach der Schule Schauspielunterricht in München. Ihr Debüt gab sie 1945 am Hessischen Staatstheater Wiesbaden, dem sie bis 1948 angehörte.
Danach folgten 1948 bis 1963 die Städtischen Bühnen Osnabrück und die Bühnen der Hansestadt Lübeck, 1963 bis 1969 das Theater der Stadt Essen und das Deutsche Theater Göttingen, 1969 bis 1978 die Bühnen der Stadt Köln und 1978 bis 1983 die Münchner Kammerspiele. Gastspiele führten sie unter anderem an das Württembergische Staatstheater Stuttgart, an die Bühnen der Stadt Bonn und 1976 an die Gandersheimer Domfestspiele, wo ihr im selben Jahr der Roswitha-Ring verliehen wurde.
Bekannt wurde sie einem breiten Publikum durch die Fernsehserie Diese Drombuschs in der Rolle der Oma Drombusch. 1967 wurde Grete Wurm mit dem Deutschen Kritikerpreis ausgezeichnet.
Sie war als Hörspielsprecherin bei unzähligen Produktionen im Einsatz, so auch in einem der berühmten Paul-Temple-Hörspiele des WDRs, nämlich 1968 in Paul Temple und der Fall Alex.
Grete Wurm lebte lange Zeit in München-Bogenhausen. Sie starb an einem Herzinfarkt in ihrem Hotelzimmer in Stuttgart, wo sie sich zu Hörspielaufnahmen befand. Sie wurde feuerbestattet, die Urne wurde in ihrer Geburtsstadt Wiesbaden beigesetzt.

## Filmografie
- 1949: Mordprozess Dr. Jordan
- 1960: Das Land der Verheißung
- 1967: Celestina
- 1968: Heim und Herd
- 1969: Der Vetter Basilio (Fernsehzweiteiler)
- 1970: Wie ein Blitz (Dreiteiler)
- 1970: Das Mädchen meiner Träume
- 1972: Der Angestellte
- 1972: Sonderdezernat K1 – Mord im Dreivierteltakt (Serie)
- 1978: Späte Liebe
- 1979: Der Tote bin ich
- 1979: Anna (Serie)
- 1979: Merlin (Serie)
- 1980: Wochenendgeschichten
- 1980: Die Welt in jenem Sommer
- 1981: Polnischer Sommer
- 1981: Tatort – Grenzgänger
- 1982: Tatort – Blinde Wut
- 1983–1994: Diese Drombuschs (Serie, 39 Folgen)
- 1987: Ein Stück vom Glück
- 1999: Einsatz Hamburg Süd – Allahs Vergeltung (Serie)
- 2000: Die Wache – Mondsüchtig (Serie)

## Hörspiele
- 1979: Arno Holz: Die Blechschmiede Regie: Heinz von Cramer. BR/RIAS/WDR
- 1986: Frank Manley: Sündflut (Oletta Crews) Regie: Dieter Carls. WDR
- 1988: Jean Paul: Himmelfahrt und Höllensturz des Luftschiffers Giannozzo (Die reife Witwe). Bearbeitung und Regie: Heinz von Cramer. BR/SDR
- 1991: Elfriede Jelinek: Burgteatta (Resi). Regie: Hans Gerd Krogmann. BR/ORF
- 1991: Karl-Heinz Bölling: Der Rentner – Regie: Hans Gerd Krogmann
- 1995: Hartmut Geerken: nach else lasker-schülers tragödie ich&ich (fällt der vorhang in herzform) BR. Als Podcast/Download im BR Hörspiel Pool.[2]
- 1995: Ana Blandiana: Die Applausmaschine (Genossin Mardare). Regie: Jörg Jannings. BR/SWF
- 1998: Bernardo Atxaga: Memoiren einer baskischen Kuh (La Vache)  – Bearbeitung, Komposition und Regie: Charlotte Niemann (Hörspielbearbeitung – RB/BR)
- 1998: Bruno Schulz: Wie Jakub, mein Vater, sich von uns wegverwandelte – Bearbeitung, Regie und Musikcollage: Heinz von Cramer (Familiendrama – HR)